# Judith Vandermeiren
Judith Vandermeiren (Antwerpen, 10 augustus 1994) is een Belgisch hockeyspeelster. 

## Levensloop
Vandermeiren liep school aan het Onze-Lieve-Vrouwecollege te Antwerpen en studeert rechten aan de Universiteit Antwerpen.
Ze speelt voor Braxgata Boom. Met de Belgische vrouwenhockeyploeg plaatste Vandermeiren zich voor de Olympische Zomerspelen van 2012. 
Ze is de dochter van Jacques Vandermeiren.